# 王子エフテックス
王子エフテックス株式会社（おうじエフテックス、英: Oji F-Tex Co.,Ltd.）は、王子グループ機能材カンパニーに属する特殊紙メーカー。
製品は特殊印刷用紙、機能紙、特殊機能紙、特殊板紙、フィルム製品、ガラス繊維不織布の6種類。

## 事業所
本社
- 東京都中央区銀座5-12-8

営業所

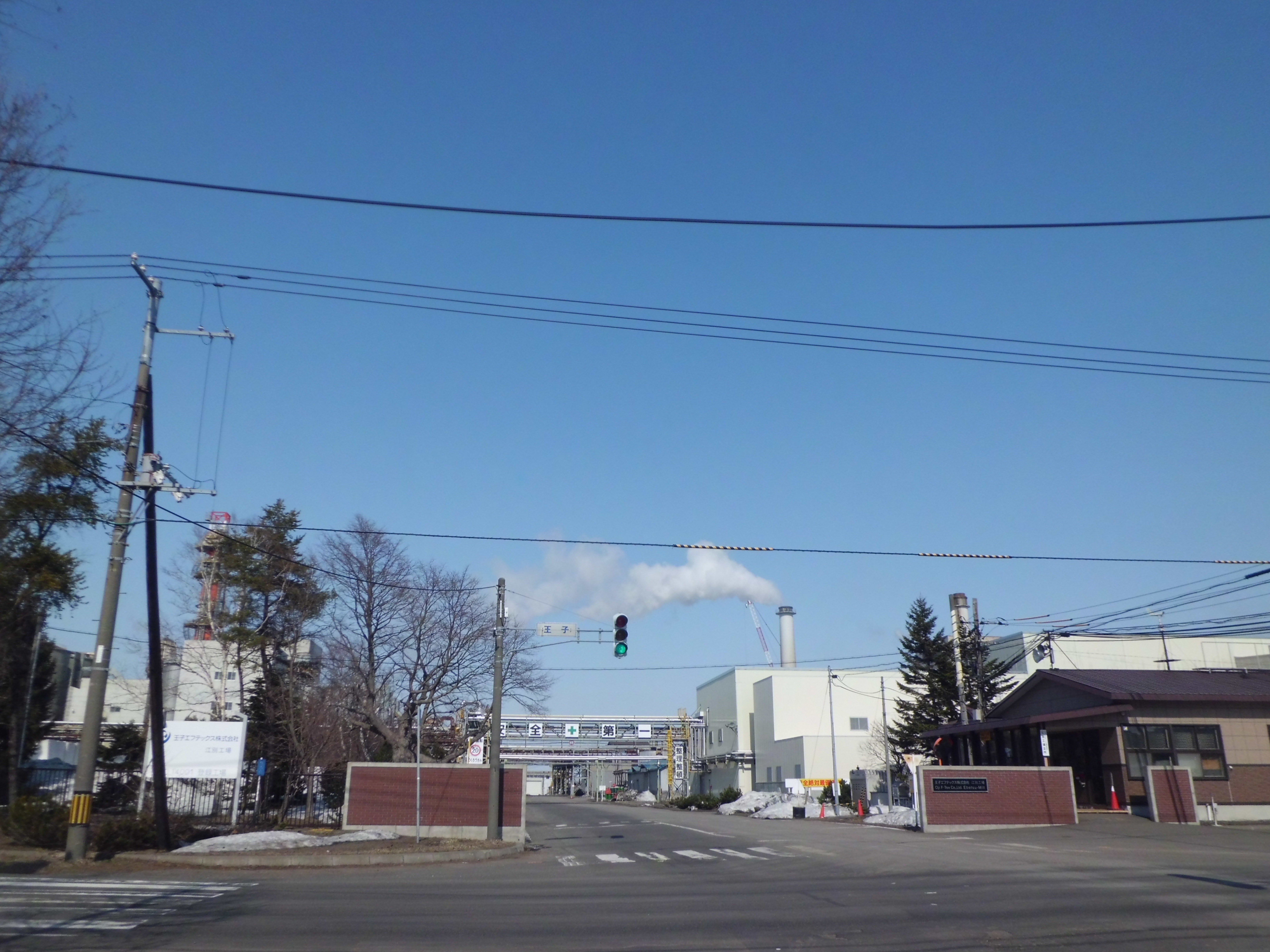
江別工場

- 西日本営業所 - 大阪府大阪市中央区道修町1-6-7
- 中部営業所 - 愛知県名古屋市中区錦2-2-22

工場
- 江別工場 - 北海道江別市王子1
- 中津工場 - 岐阜県中津川市中津川3465-1
- 滋賀工場 - 滋賀県湖南市朝国65
- 東海工場
  - 東海工場製造部 - 静岡県富士市中之郷1157-1
  - 富士製造所 - 静岡県富士市前田14-1
  - 第一製造所 - 静岡県富士市入山瀬1-1-1
  - 芝川製造所 - 静岡県富士宮市羽鮒1231-2

## 沿革

### 新富士製紙
- 1984年（昭和59年）4月1日 - 富士加工製紙・芝川製紙・東洋製紙が合併し、新富士製紙株式会社発足。
  - 富士加工製紙は第一工場、芝川製紙は芝川工場、東洋製紙は富士工場（1938年（昭和13年）5月操業開始）を運営していた。
  - 第一・芝川の両工場は旧王子製紙の工場で、太平洋戦争中に供出・閉鎖されていた。
- 2002年（平成14年）10月1日 - 王子製紙の完全子会社となる。

### 安倍川製紙
- 1935年（昭和10年）9月 - 安倍川工業株式会社設立。静岡工場操業開始。
- 1969年（昭和44年）11月 - 王子製紙が資本参加。
- 1971年（昭和46年）12月1日 - 安倍川工業と佐野製紙が合併し、安倍川製紙株式会社発足。
- 1981年（昭和56年）2月 - 販売を王子製紙に委託。
- 2002年（平成14年）10月1日 - 王子製紙の完全子会社となる。同時に、王子製紙の安倍川製品営業部を統合、生販一体化。

### 王子エフテックス
- 2003年（平成15年）1月1日 - 新富士製紙が安倍川製紙を吸収合併、富士製紙株式会社に社名変更。
- 2004年（平成16年）10月1日 - 王子製紙の特殊紙部門と富士製紙が統合し、王子特殊紙株式会社発足。王子製紙より江別・岩渕・中津・滋賀の4工場を移管。
- 2008年（平成20年）7月31日 -（旧安倍川製紙の事業所）静岡製造所の閉鎖。設備の一部は特種製紙三島工場へ譲渡。
- 2012年（平成24年）10月1日 - 王子エフテックス株式会社に社名変更。